# Кхокса
Кхокса (бенг. খোকশা, англ. Khoksa) — город на западе Бангладеш, административный центр одноимённого подокруга. Площадь города равна 3,13 км². По данным переписи 2001 года, в городе проживало 6192 человека, из которых мужчины составляли 51,24 %, женщины — соответственно 48,76 %. Плотность населения равнялась 1978 чел. на 1 км². Уровень грамотности населения составлял 44,5 % (при среднем по Бангладеш показателе 43,1 %).